# Samper (Huesca)
Samper (Sant Per en aragonés) es una localidad española dentro del municipio de La Fueva, en el Sobrarbe, provincia de Huesca, Aragón.

## Historia
Fue la capital del municipio de Toledo de Lanata, hasta que el ayuntamiento desapareció absorbido por La Fueva en la década de 1960.

## Geografía
Samper se encuentra en el límite de un altiplano que baja desde los alrededores de La Cabezonada hasta el río de Lanata, donde remata en las orillas de una docena de metros sobre el río. Las casas de Samper se encuentran en una orilla, junto a la N-260 en su trayecto Campo-Aínsa. Cuando se entra en el Sobrarbe por el puerto de La Foradada, Samper es el segundo núcleo de población que se halla a mano derecha de la carretera, y además es donde acaba la bajada del puerto y la carretera comienza en plano.
Como todos los alrededores de donde estuvo Toledo de Lanata, se asoma por lo alto de Samper la sierra Ferrera.

## Urbanismo
Todas las casas de Samper se encuentran alrededor de la plaza, llamada plaza de Toledo de Lanata. La iglesia parroquial, bajo la advocación de san Pedro, le da nombre a la población y también es colindante con la plaza al suroeste, sin ningún otro edificio adosado. Es de mampostería y sillajero, de planta de cruz latina con la nave dividida en tres tramos y la recta. El crucero está formado por dos pequeñas capillas. Es la parroquia del vecino pueblo de Lacabezonada.
Por todo el lugar, hasta en las puertas de las casas, hay baldosines pintados con el nombre de cada casa. Esta iniciativa se sacó adelante hace relativamente pocos años, y gracias a su presencia se puede pasear y leer los nombres de las casas que a su vez son nombres de otros lugares de las inmediaciones de toda la comarca o apellidos comunes.

## Demografía
Es imprescindible especificar la fuente de los datos.
Para ello, usa el parámetro "fuente".
Para más información, consulta Plantilla:Evolución demográfica/doc.

## Fiestas
- 15 de agosto, Fiesta Mayor de Toledo de Lanata,[3] en honor a Santa María de la Asunción, que se celebra conjuntamente con los vecinos de La Cabezonada, con San Juan, Fuente de Campo y Fosau.
- 16 de agosto, Fiesta Mayor propia del lugar,[2] en honor a san Roque.
- 4 de diciembre, Fiesta de invierno, en honor a Santa Bárbara.[3]

## Imágenes

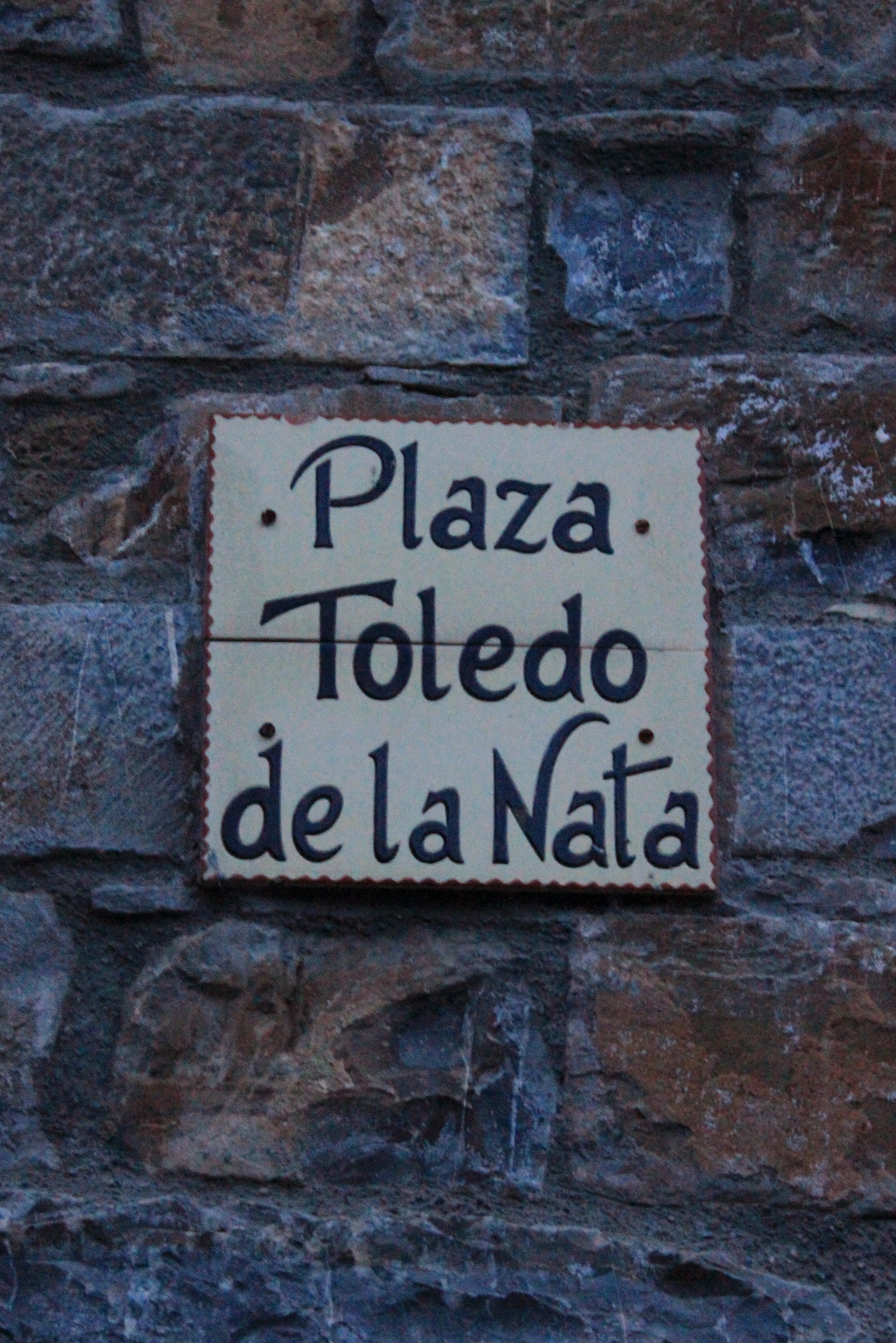
Baldosín en la plaza.
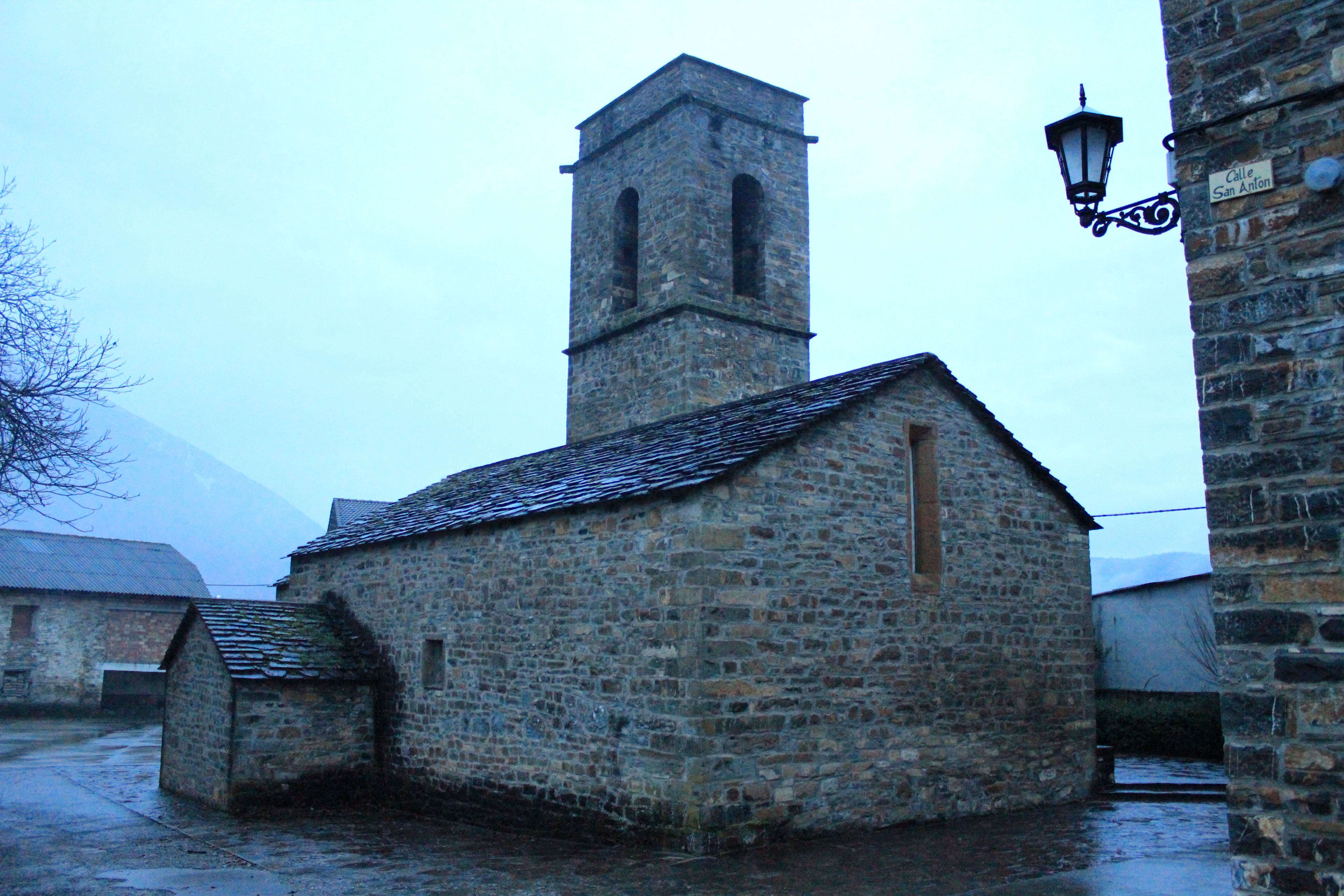
Iglesia de san Pedro apóstol.
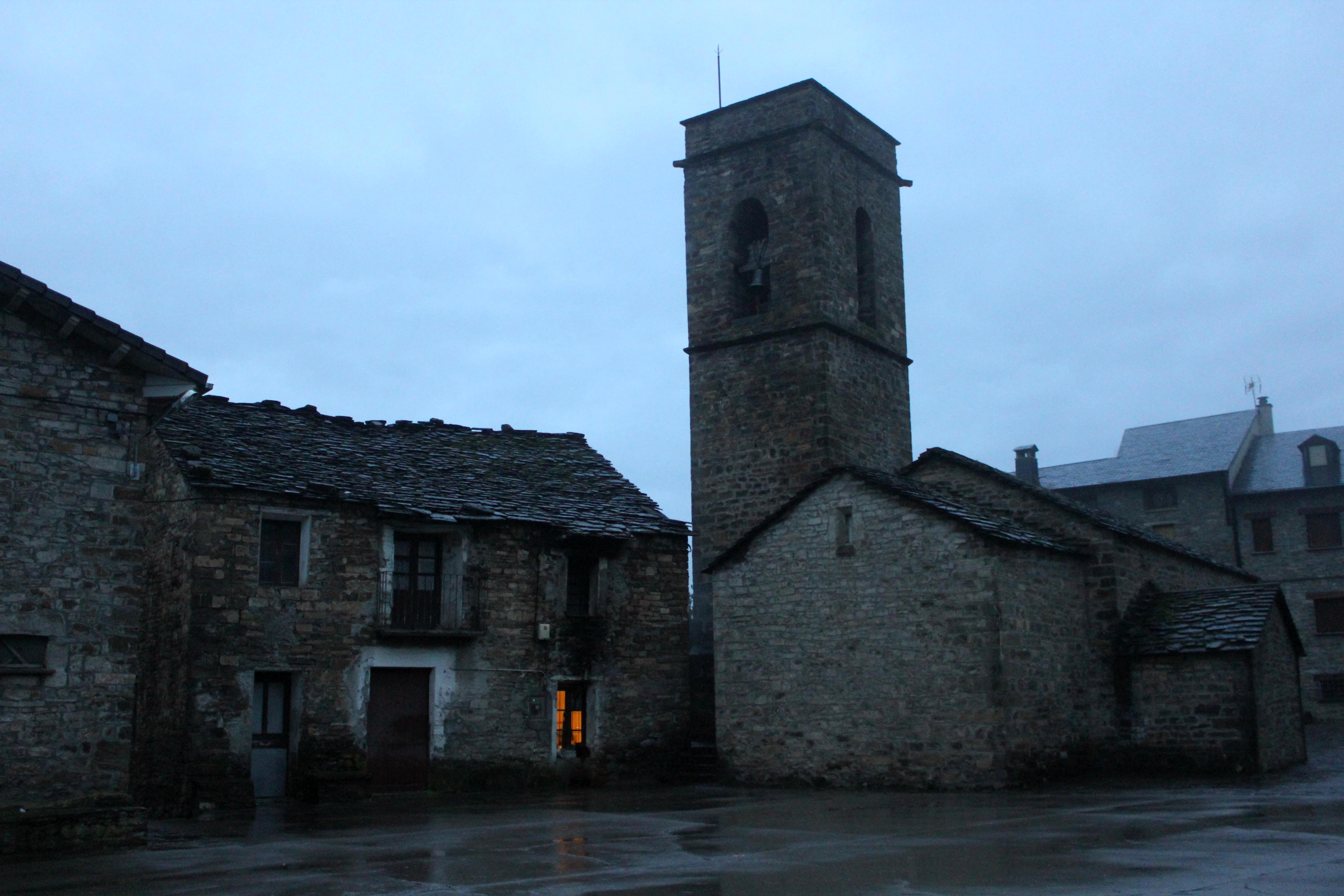
La plaza de san Pedro, con la iglesia.
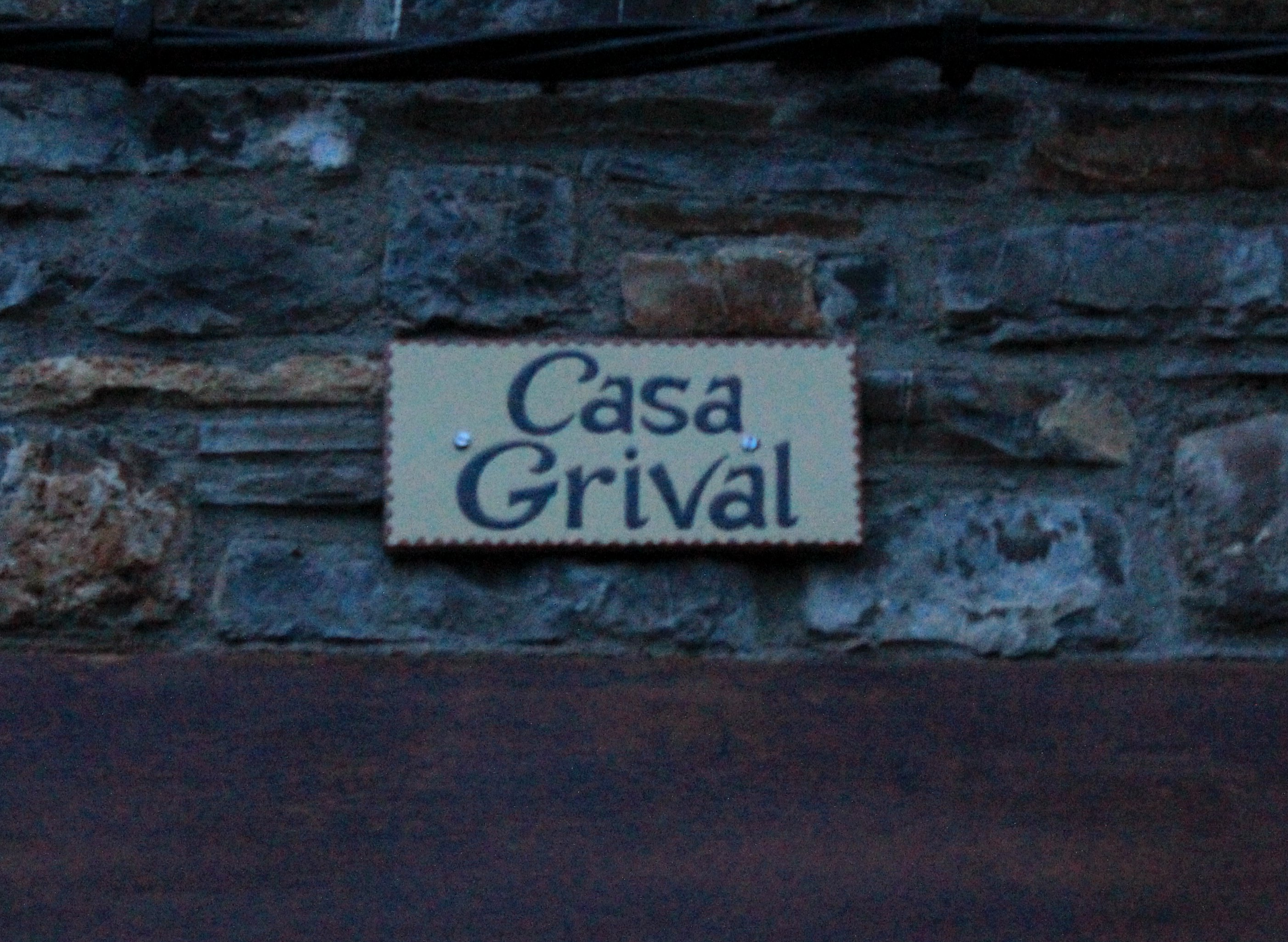
Las casas de san Pedro tienen el nombre inscrito en baldosines encima de la puerta. Algunas tienen nombres que recuerdan a lugares de los alrededores (Griébal).